# Onithochiton hirasei
Onithochiton hirasei of de roodzoomkeverslak is een keverslakkensoort die behoort tot de familie Chitonidae.
Deze soort wordt tot 50 millimeter lang. Het is een slanke keverslak met een brede zoom. De soort leeft onder stenen in het littoraal en sublittoraal. Onithochiton hirasei komt voor in de Japanse regio.